# Konrad Wagner (Kirchenmusiker)

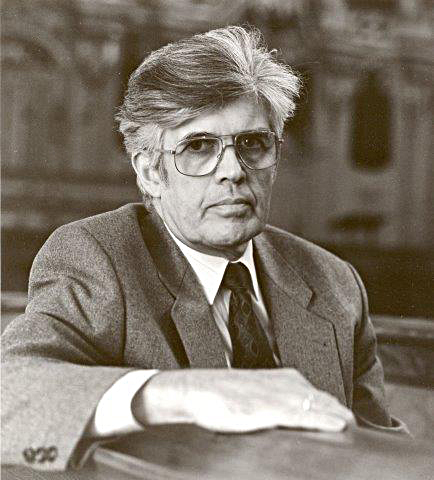
Konrad Wagner in der Katholischen Hofkirche in Dresden (etwa 1992)

Konrad Wagner (* 18. Januar 1930 in Hainitz; † 4. September 2021 in Dresden) war ein deutscher Kirchenmusiker und von 1955 bis 1997 als Chorleiter der Dresdner Kapellknaben und als Domkantor (ab 1994 als Domkapellmeister) an der Katholischen Hofkirche (jetzt Kathedrale des Bistums Dresden-Meißen) tätig.

## Leben und Wirken

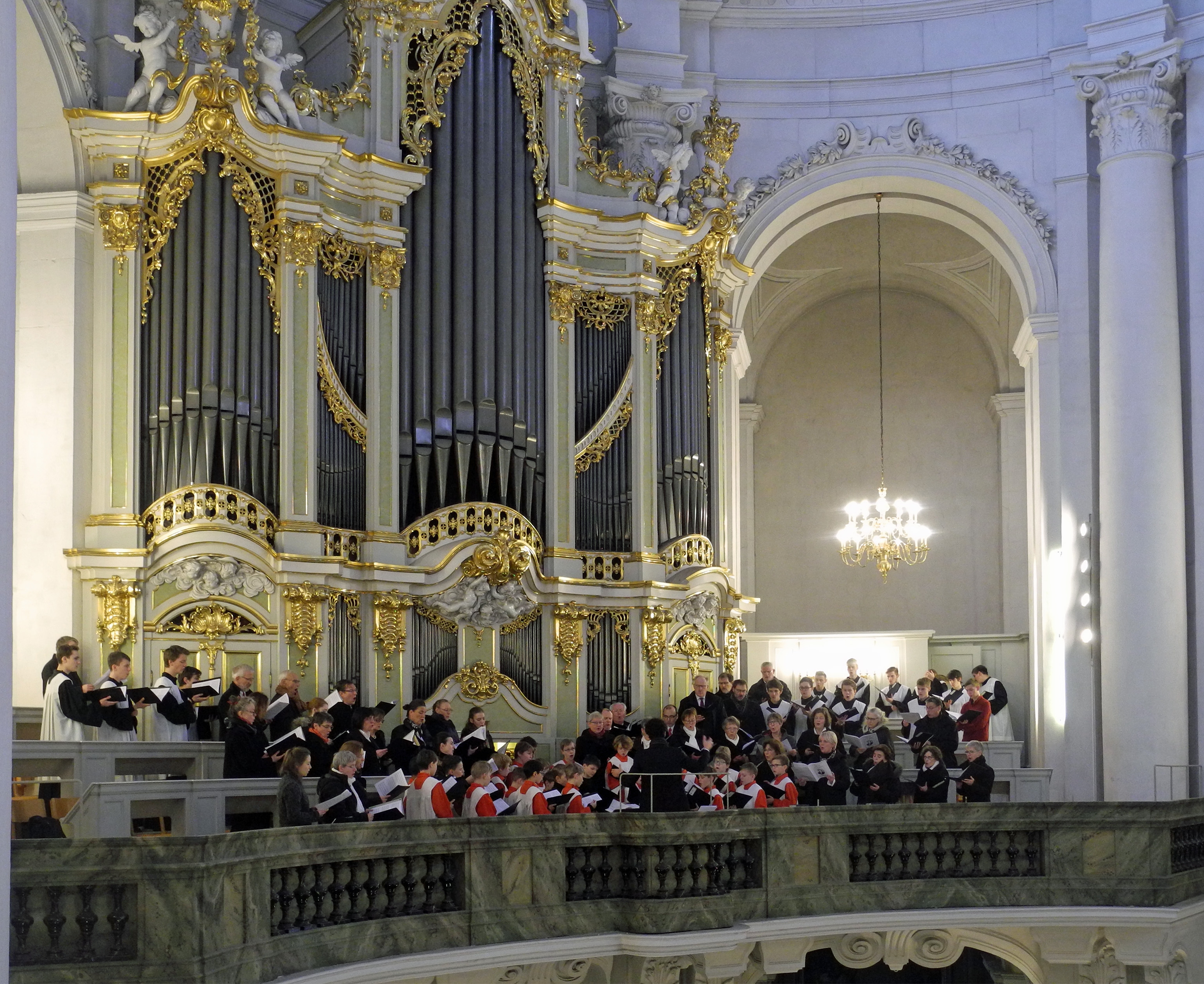
Die Dresdner Kapellknaben und der Kathedralchor in der Katholischen Hofkirche in Dresden singen am 19. Januar 2020 zu Ehren von Konrad Wagner anlässlich seines 90. Geburtstags

Nach der Kindheit in Sebnitz war er ab 1940 Kapellknabe an der Dresdner Hofkirche und legte in Dresden das Abitur ab.
Nach seinem Studium an der Musikhochschule Berlin-Charlottenburg kam er 1955 zurück nach Dresden und war von 1955 bis 1997 Chorleiter der Dresdner Kapellknaben an der Katholischen Hofkirche (Propsteikirche) in Dresden als Nachfolger von Joseph Wagner.
In dieser Zeit hat er die Kapellknaben, die für die musikalische Gestaltung der Gottesdienste in der Dresdner Hofkirche zuständig sind, zu einem leistungsfähigen Knabenchor aufgebaut und künstlerisch geleitet und geprägt.
Im Jahr 1971 erfolgte die Ernennung zum Domkantor, 1975 zum Kirchenmusikdirektor, 1994 zum Domkapellmeister der Kathedrale des Bistums Dresden-Meißen. Er war auch Dozent an der Dresdner Hochschule für Kirchenmusik. Seit 1961 unternahm er mit den Kapellknaben mehrere Konzertreisen durch Westdeutschland, Österreich, Italien und Frankreich. Dabei war ein Besuch im Vatikan beim Papst 1982 ein besonderer Höhepunkt, ebenso wie 1995 die Reise in die USA zum Konzert bei den Vereinten Nationen. Sein Nachfolger als Domkapellmeister ab 1997 war Matthias Liebich. 
Konrad Wagner gründete mit Erwachsenen den Kathedralchor. Durch sein Wirken konnten die Dresdner Kapellknaben (unter Mitwirkung von Kathedralchor, Staatskapelle und Solisten) an hohen kirchlichen Festtagen im liturgischen Rahmen in der Kathedrale große kirchenmusikalische Werke von Dresdner Hofkapellmeistern und -komponisten (Hasse, Zelenka und Weber) aufführen. Damit wurde die Tradition der katholischen Kirchenmusik in Dresden kontinuierlich weitergeführt und weiterentwickelt.
Konrad Wagner erwarb sich auch große Verdienste bei der Gründung des neuen St. Benno-Gymnasiums in Dresden. Er war Vorsitzender des katholischen Schulwerkes St. Benno e. V.
Anlässlich des 90. Geburtstages von Konrad Wagner wurde am 19. Januar 2020 zur Ehrung des anwesenden Jubilars in der Kathedrale Dresden mit den Dresdner Kapellknaben und dem Kathedralchor Dresden die Messe in d-moll des Dresdner Komponisten Edmund Kretschmer aufgeführt. Dieses Werk hatte Konrad Wagner letztmals am 28. September 2008 selbst dirigiert.
Konrad Wagner starb im September 2021 nach kurzer schwerer Krankheit im Alter von 91 Jahren in Dresden. Der Verstorbene wurde am 17. September 2021 mit einem Requiem in der Katholischen Hofkirche Dresden geehrt. Dabei wurde das Requiem c-Moll von Luigi Cherubini von den Dresdner Kapellknaben, dem Kathedralchor und Mitgliedern der Sächsischen Staatskapelle unter der Leitung des Domkapellmeisters Matthias Liebich aufgeführt. Anschließend erfolgte die Beisetzung auf dem Alten Katholischen Friedhof in Dresden. Das Grab befindet sich neben der Stele für Jan Dismas Zelenka (1679–1745).

## Werke
- Musik in der Katholischen Hofkirche Dresden, Dresden, Verlag: Pellmann, 1995
- Zur Feier der Osternacht, Hildesheim, Exsultate-Verlag, 2004, Partitur
- Deutsches Proprium zum Fest der Geburt des Herrn, Leipzig, St.-Benno-Verlag, 1967, Partitur
- Deutsches Proprium zum Fest der Geburt des Herrn (dritte Messe) und zum Oktavtag der Geburt des Herrn (Neujahr), Leipzig, St.-Benno-Verlag, 1967, Partitur

## Auszeichnungen
- 1995: Kunstpreis der Landeshauptstadt Dresden
- 2001: Sächsischer Verdienstorden
- 2014: Gregoriusorden (Ritter), von Papst Franziskus verliehen[4][5]

## Diskographie (Auswahl)
Mit den Dresdner Kapellknaben:
- Hasse, Johann Adolf: Te deum, Gloria und Regina coeli
- Zelenka, Jan Dismas: Missa Circumcisionis Domini Nostri Jesu Christi
- Dresdner Kapellknaben singen zur Weihnacht – Chöre aus dem Krippenspiel der Kapellknaben
- Musik an der Dresdner Hofkirche (u. a. mit Weber-Messe und Dresdner Hofkirchen-Intrade)